# قطعنامه ۱۷۰ شورای امنیت
قطعنامه ۱۷۰ شورای امنیت سازمان ملل متحد که در تاریخ ۱۴ دسامبر ۱۹۶۱ تصویب شد، سندی بین‌المللی دربارهٔ پذیرش اعضای جدید سازمان ملل متحد: تانگانیکا است. این قطعنامه طی نشست ۹۸۶ام با ۱۱ موافق، ۰ مخالف و ۰ ممتنع تصویب شد.